# Quentin Durieux
Quentin Durieux (28 januari 1985) is een Belgisch voetballer die anno 2013 uitkomt voor FC Charleroi. Durieux is een verdediger.

## Carrière
Durieux begon z'n carrière bij Baileux Sport. In 1997 stapte hij over naar La Louvière, waar hij in 2004 voor het eerst in de A-kern werd opgenomen en in eerste klasse debuteerde. In 2006, bij de degradatie van de Henegouwse club, nam FC Brussels hem over. In de zomer van 2010 moest hij daar vertrekken. Na zes maanden zonder club te hebben gezeten maakte Durieux het seizoen 2010-2011 vol bij AFC Tubize. Na afloop van dat seizoen trok hij naar FC Charleroi.